# William Arnald
William Arnald BD (falecido em 5 de agosto de 1802) foi um cónego de Windsor de 1779 a 1802.

## Carreira
Ele foi educado no St John's College, em Cambridge, e formou-se em BA em 1766, MA em 1769 e BD em 1776.
Ele foi nomeado:
- Capelão do Bispo Richard Hurd de Coventry e Lichfield 1775
- Sub-preceptor do Príncipe de Gales e do Duque de York 1776-1781
- Precentor de Lichfield 1778
- Prebendário de Lichfield 1778 - 1797

Ele foi nomeado para a décima segunda bancada na Capela de São Jorge, Castelo de Windsor em 1779, e manteve a posição até 1802. Ele sofreu de doença mental nos últimos anos de sua vida.